# گلوله ۱۷۷ کالیبری
گلوله کالیبر ۰.۱۷۷ (انگلیسی: .177 caliber)گلوله کالیبر ۰.۱۷۷ (۴٫۵ میلی‌متری) کوچکترین ساچمه مورد استفاده در تفنگ های بادی است که برای شکارهای کوچک و در مسابقات تفنگ و تپانچه بادی و مسابقات فیلد تارگت استفاده می شود. انواع این گلوله در اندازه های کالبیر ۲۰ (۵ میلی‌متری) و کالیبر ۰.۲۲ (۵٫۵ میلی‌متری) هم تولید و عرضه می‌شوند.
این ساچمه بسته به نوع استفاده در انواع نوک تیز و سر تخت و سر گنبدی و غیره تولید می شوند.نوع سر تخت بیشتر برای هدف زنی و مسابقات تیراندازی و نوع نوک تیز و سر گنبدی برای شکار استفاده می شوند.